# Menhirs de Tingoff
Les menhirs de Tingoff, appelés aussi menhirs de Pont-Menhir, sont un groupe de trois menhirs situé sur la commune de Plomelin, dans le département du Finistère en France.

## Historique
Ils sont mentionnés par le Chevalier de Fréminville en 1835 et par René-François Le Men en 1877. Ils sont classés au titre des monuments historiques par décret du 2 août 1978.

## Description
Deux menhirs sont encore debout et le troisième est couché au sol. Les deux menhirs dressés mesurent respectivement 5,30 m et 5 m de hauteur pour un diamètre de 4 m à la base, la pierre renversée mesure 2,50 m de longueur.